# Jakob Michael Reinhold Lenz

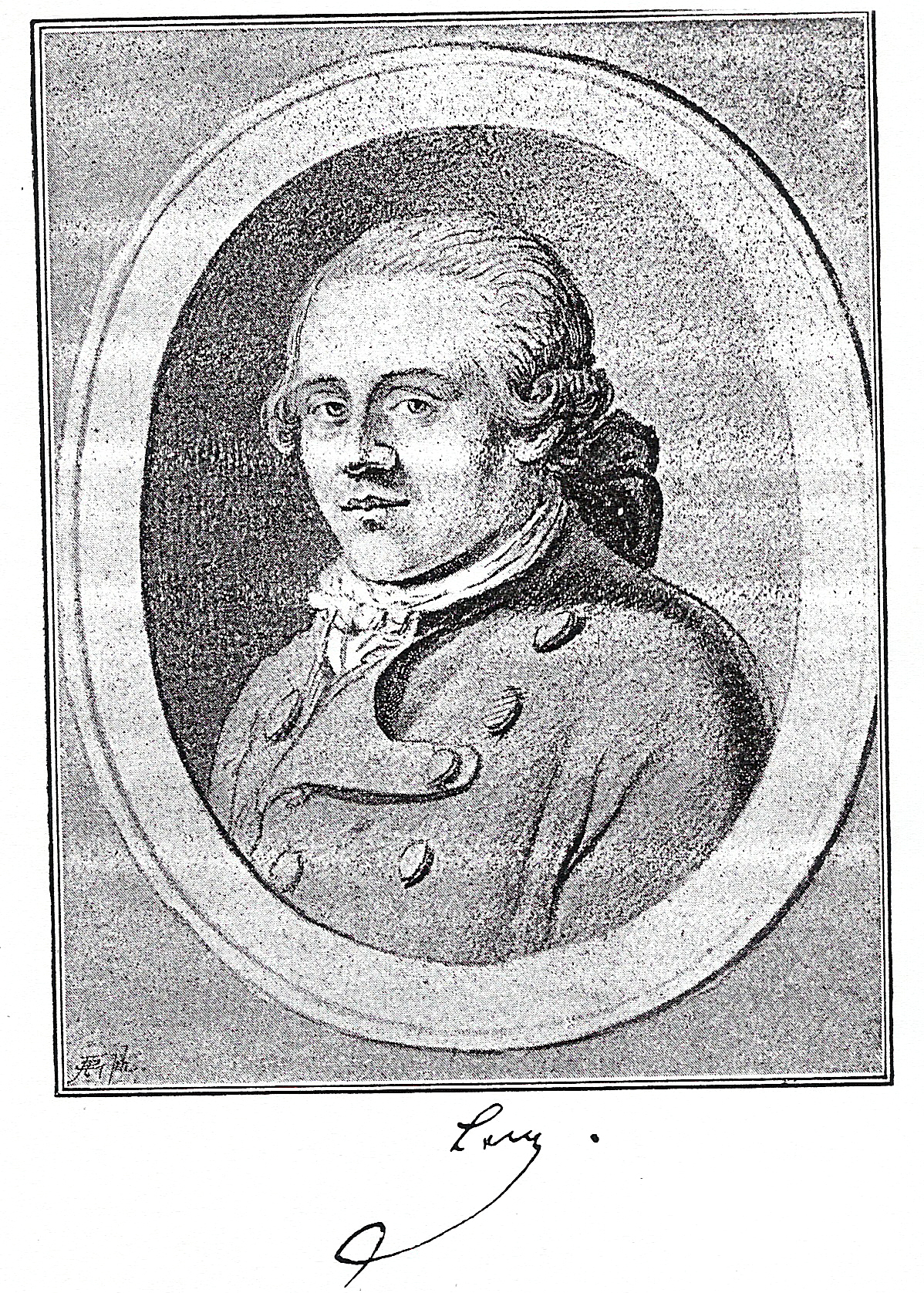
Jakob Michael Reinhold Lenz

Jakob Michael Reinhold Lenz (Seßwegen (Letland), 12 januari 1751 – Moskou, 24 mei 1792) was een Duits schrijver uit de Sturm und Drang.

## Leven
Lenz was de zoon van een dominee. Op zijn achtste verhuisde hij met het gezin naar Dorpat in Estland. In 1768 ging hij in Koningsbergen, het huidige Kaliningrad, theologie studeren (deze studie zou hij echter nooit voltooien); hij kreeg tevens les van Immanuel Kant, en schreef zijn eerste gedichten, waaronder Die Landplagen, dat hij aan Tsarin Katharina II opdroeg. Zijn literaire activiteiten kwamen volop op gang nadat hij in 1771 in Straatsburg, waar hij verder studeerde, Goethe had ontmoet. Lenz was er werkzaam als een soort kamergeleerde of mentor voor twee adellijke broers die in het Franse leger werkzaam waren; nadat hij in 1774 door hen verlaten was en als freelancer aan de bak poogde te komen, publiceerde hij zijn beroemde komedie Der Hofmeister, over zijn ervaringen als privéleraar in 1769.
Lenz las vele werken van andere schrijvers en hield zich met vertalingen van toneelwerk bezig; in 1773 maakte hij een vertaling van komedies van Plautus, en een jaar later van Shakespeares Love's Labour's Lost, waarbij hij een belangrijk essay omtrent de toneelkunst voegde, Anmerkungen übers Theater. Kort nadien werd hij ongelukkig verliefd op de verloofde van een van de broers wier mentor hij was geweest, Susanne Cleophe Fibich. Tezelfdertijd had hij grote moeilijkheden het schuldgevoel tegenover zijn vader te verwerken, die er steeds sterk tegen gekant was geweest, dat Lenz naar Straatsburg zou vertrekken. 
Lenz' verering voor Goethe nam welhaast obsessieve proporties aan: Friederike Brion, die door Goethe was verlaten, werd zijn volgende ongelukkige liefde, gevolgd door Goethes zuster Cornelia en de schrijfster Sophie La Roche, die eveneens een vriendin van Goethe was. Ten langen leste bezocht hij Goethe onaangekondigd in Weimar. In Tantalus. Ein Dramolet, auf dem Olymp stelt hij, weliswaar ironisch, Weimar als de Olympus voor, het hof van oppergod Goethe. Uiteindelijk nodigde Frau von Stein hem in 1776 uit in Kochberg, waar hij haar lessen Engels gaf; hij pochte dat hij een betere leraar Engels was dan Goethe. Het duurde niet lang meer vooraleer Goethe, die zich langzaam aan van de Sturm und Drang aan het afkeren was, genoeg kreeg van Lenz – het kwam tot een definitieve breuk, en Lenz werd het land uitgezet. Vanaf die tijd begonnen zijn wispelturige gedragingen problematisch te worden. In 1777 verbleef hij eerst een tijdje bij Goethes zwager in Emmendingen, om vervolgens door Zwitserland rond te trekken, steeds vaker last krijgend van waanzinsaanvallen.
In 1778 was de toestand van Lenz slecht geëvolueerd. Hij poogde verschillende malen zelfmoord te plegen, en werd in Waldersbach, in de Elzas, door dominee Oberlin opgevangen. Vanaf 1779 ging het weer wat beter met hem; hij trachtte in Jena een rechtenstudie aan te vatten – evenwel gaf hij het snel op. Zijn broer haalde hem terug naar Riga. Hij poogde ten slotte nog in Sint-Petersburg een baan bij het leger te bemachtigen, en leerde in 1781 Russisch in Moskou. Hij werkte toen, relatief evenwichtig van geest, een tijd aan privéscholen en vertaalde in 1787 nog een Russisch boek. In 1792 werd hij in Moskou dood op straat aangetroffen; het is niet bekend waar hij begraven werd.
Lenz' werk is in de 20e eeuw slechts geleidelijk tot volle erkenning gekomen; Brecht maakte een bewerking van Der Hofmeister, en Die Soldaten werd tot opera herwerkt door Zimmermann. Karakteristiek is de grotendeels nihilistische inslag: de mens is niet in staat het leven een betekenis te geven; er is enkel chaos en onrecht. Lenz is geen revolutionair; hij stelt de absurditeit van de wereld op satirische wijze aan de kaak. Die Soldaten is een pleidooi tegen het verplichte celibaat van militairen; Der Hofmeister ironiseert de oncomfortabele positie van privéonderwijzers: de kritiek van Lenz is er een van wreedaardige ontbloting, zonder evenwel radicale omwentelingen te eisen. Zijn talent is steeds gefnuikt geweest door zijn labiele karakter en onstuimige gedrag, en na de breuk met Goethe is hij weggezakt in verpaupering en psychische ellende. Hij is als gekwelde Sturm und Drangdichter echter een belangrijke auteur, wiens status, tenminste door literatuurhistorici, erkend wordt. Reeds Georg Büchner wijdde een experimentele novelle aan Lenz, die handelt over de episode van het verblijf bij dominee Oberlin, toen Lenz op een mentaal dieptepunt zat.
Afgaande op de bestaande verslagen over Lenz, en de dagboekfragmenten die hij bijhield, is het waarschijnlijk dat hij aan schizofrenie leed.

## Werken
- 1766 Der verwundete Bräutigam (toneel)
- 1766 Der Versöhnungstod Christi (gedicht)
- 1769 Die Landplagen (versepos)
- 1772 Der Hofmeister oder Vortheile der Privaterziehung (toneel)
- 1773 Der neue Menoza oder Geschichte des Cubanischen Prinzen Tandi (toneel)
- 1773 Supplement zur Abhandlung vom Baum des Erkenntnisses Gutes und Bösen (verhandeling)
- 1774 Lustspiele nach dem Plautus fürs deutsche Theater (toneel)
- 1774 Anmerkungen übers Theater nebst angehängtem Stück Shakespears (verhandeling plus toneelstuk)
- 1775 Briefe über die Moralität der Leiden des jungen Werthers (verhandelingen)
- 1775 Moralische Bekehrung eines Poeten (verhandeling)
- 1775 Meinungen eines Laien, den Geistlichen zugeeignet (theologisch traktaat)
- 1775 Pandaemonium Germanicum (satire)
- 1775 Zerbin oder die neuere Philosophie (vertelling)
- 1776 Die Freunde machen den Philosophen (satire)
- 1776 Die Soldaten (toneel)
- 1776 Über die Soldatenehen (verhandeling)
- 1776 Der Waldbruder. Ein Pendant zu Werthers Leiden (fragmentarische roman)
- 1776 Tantalus. Ein Dramolet, auf dem Olymp (satire)
- 1777 Der Landprediger (vertelling)
- 1777 Der Engländer (toneel)
- 1780 Philosophische Vorlesungen für empfindsame Seelen (verhandelingen)

- Biblioteca Nacional de España: XX851148
- Bibliothèque nationale de France: cb12081875f (data)
- Catàleg d'autoritats de noms i títols de Catalunya: 981058509937706706
- CiNii: DA01047258
- Digitale Bibliotheek voor de Nederlandse Letteren: lenz001
- Gemeinsame Normdatei: 118571656
- International Standard Name Identifier: 0000 0001 2143 2556
- Library of Congress Control Number: n50049780
- Nationale Bibliotheek van Letland: 000141318
- MusicBrainz: 555c5535-bab1-47af-92bb-39f26ad241e0
- Bibliotheek van het Japanse parlement: 00874970
- Nationale Bibliotheek van Tsjechië: jn20030422001
- Nationale Bibliotheek van Israël: 987007309192205171
- Nationale Bibliotheek van Polen: a0000003067285
- Nederlandse Thesaurus van Auteursnamen: 068801491
- LIBRIS: 209980
- SNAC: w66r5fb1
- Système universitaire de documentation: 029128331
- Trove: 903170
- Virtual International Authority File: 90638588
- WorldCat: E39PBJh8KhK7TcxcQdwyjrJkXd